# Chaetona congrua
Chaetona congrua är en tvåvingeart som beskrevs av Wulp 1891. Chaetona congrua ingår i släktet Chaetona och familjen parasitflugor. Inga underarter finns listade i Catalogue of Life.